# アメリカ会計学会
アメリカ会計学会 （ AAA ）は、 会計に関する教育、研究、およびその実践を推進するアメリカ合衆国の学会。1916年に米国会計大学指導者協会として設立され、1936年に現在の名前に改称された。学会は、会計教育とその研究に関心のある者を対象とする。 
AAAはアカデミーで最大の会計士の集まりである。  学術研究の他、情報システム、人工知能、エキスパートシステム、公益、監査、租税（ 米国租税協会はAAAの一部門である）、国際会計、会計教育の各部局を持つ。 
会報は1月、3月、5月、7月、9月、11月の年間計6回発行される。 

## 運営
2019年度の取締役会は12人の委員で構成されている。現在の会長はカリフォルニア大学アーバイン校のポール・マージ・ビジネススクール教授のテリー・シェブリン。会長職のほか、次期会長、元会長、財務担当副会長、次期財務担当副会長、研究・出版担当副会長、教育担当副会長、メンバーシップ担当理事、渉外担当理事、部局統括理事、知的財産権担当理事、学者・実務家連絡調整担当理事の役職が設けられている。 